# Новиков, Николай Константинович
Николай Константинович Новиков (1924—1982) — советский хозяйственный и политический деятель.

## Биография
Родился в 1924 году в деревне Бельная. 
Окончил Московский горный институт.
С 1940 года — на хозяйственной, общественной и политической работе: слесарь-лекальщик на 2-м ГПЗ.
Участник Великой Отечественной войны.
В 1946—1949 — начальник отряда Всесоюзного института минерального сырья.
В 1949—1969 — заместитель начальника ремонтно-строительного цеха, начальник производственного участка пятого района Московской кабельной сети, директор завода по ремонту электрооборудования, председатель завкома, секретарь парткома кабельной сети «Мосэнерго».
В 1969—1982 — председатель Пролетарского райисполкома города Москвы. Член КПСС.
Делегат XXVI съезда КПСС.
Умер в 1982 году в Москве.